# Campeonato Maranhense de Futebol de 2024 - Segunda Divisão
A Segunda Divisão do Campeonato Maranhense de Futebol foi a 24ª edição da competição organizada pela Federação Maranhense de Futebol. A competição garantiu duas vagas para o Campeonato Maranhense de 2025 sendo promovidos IAPE e Viana/Real Codó.

## Regulamento

### Pré-Série B
A pré-série b do campeonato maranhense da segunda divisão será disputado por 5 equipes duas no grupo A com partidas de ida e volta e no grupo b com turno único com 3 equipes totalizando 2 partidas, as duas vencedores dos grupos A e B se classificaram para a fase grupos.

### Fase de Grupos
A fase de grupos da segunda divisão estadual será disputada por 8 equipes em formação regional, a fase de grupos contará com turno e returno, com dois grupos de quatro equipes onde que os líderes e vice-líderes se classificaram para a fase final da competição os mandos de campo serão de critérios de classificação na fase de grupos.

### Semifinais
As Semifinais são as principais partidas disputadas para o acesso do Campeonato Maranhense de 2025, com confrontos de ida e volta onde líderes e vice-líderes da fase de grupos se enfrentam para decidir a final da segunda divisão estadual.

### Final
As duas equipes finalistas da Segunda divisão  Maranhense garantem o acesso para a elite do Estadual em 2025 e se enfrentarão em jogo único, com mando definido por sorteio, para conhecer o campeão da Série B.

## Equipes Participantes
| Baixa | Equipes rebaixadas da Série A de 2023 |

## Pré-Série B

### Grupo A
| Pos | Equipe          | Pts | J | V | E | D | GP | GC | SG | Classificado   |  | RCV/RCV | BAC |
| --- | --------------- | --- | - | - | - | - | -- | -- | -- | -------------- |  | ------- | --- |
| 1   | Real Codó/Viana | 4   | 2 | 1 | 1 | 0 | 3  | 1  | +2 | Fase de Grupos |  | —       | 1–1 |
| 2   | Bacabal         | 1   | 2 | 0 | 1 | 1 | 1  | 3  | −2 |                |  | 0–2     | —   |

### Grupo B
| Pos | Equipe       | Pts | J | V | E | D | GP | GC | SG | Classificado   |     | SLU | AME | EXP |
| --- | ------------ | --- | - | - | - | - | -- | -- | -- | -------------- | --- | --- | --- | --- |
| 1   | São Luís-MA  | 6   | 2 | 2 | 0 | 0 | 11 | 2  | +9 | Fase de Grupos |     | —   | 3–2 | –   |
| 2   | Americano-MA | 3   | 2 | 1 | 0 | 1 | 3  | 3  | 0  |                |     | –   | —   | 1–0 |
| 3   | Expressinho  | 0   | 2 | 0 | 0 | 2 | 0  | 9  | −9 |                | 0–8 | –   | —   |     |

| 14 de setembro de 2024 | São Luís-MA                          | 3 – 2  | Americano-MA             | Estádio Nhozinho Santos, São Luís |
| 15:30 (UTC−3)          | Igor 37' · Fernando 60' · Marcos 70' | Súmula | Vinicius 51' · Kevin 90' | Árbitro: MA Roberto Santos Sa     |

| 21 de setembro de 2024 | Viana/Real Codó     | 1 – 1  | Bacabal   | Estádio Renê Bayma, Codó         |
| 17:00 (UTC−3)          | Marcus Vinicius 26' | Súmula | Elias 04' | Árbitro: MA Wallas Martins Lopes |

| 18 de setembro de 2024 | Americano-MA | 1 – 0  | Expressinho | Estádio Nhozinho Santos, São Luís          |
| 15:30 (UTC−3)          | Bruninho 20' | Súmula |             | Árbitro: MA Marcos Vinicius Muniz Teixeira |

| 28 de setembro de 2024 | Bacabal | 0 – 2  | Real Codó/Viana        | Estádio Lucidão, Chapadinha         |
| 16:00 (UTC−3)          |         | Súmula | Edson 03' · Wesley 44' | Árbitro: MA Paulo José Souza Mourao |

| \| 27 de setembro de 2024 \| Expressinho \| 0 – 8 \| São Luís-MA \| Estádio Nhozinho Santos, São Luís \| \| 15:30 (UTC−3) \| \| Súmula \| Nycollas 27' (pen) · Bacurau 30', 56', 72', 89' · Igor 35', 57' · Kaua Santos 74' \| Árbitro: MA Maykon Matos Nunes \| |             |        |                                                                                   |                                   |
| 27 de setembro de 2024 | Expressinho | 0 – 8  | São Luís-MA                                                                       | Estádio Nhozinho Santos, São Luís |
| 15:30 (UTC−3) |             | Súmula | Nycollas 27' (pen) · Bacurau 30', 56', 72', 89' · Igor 35', 57' · Kaua Santos 74' | Árbitro: MA Maykon Matos Nunes    |

## Fase de Grupos

### Grupo A
| Pos | Equipe         | Pts | J | V | E | D | GP | GC | SG  | Classificado                     |     | RCV | ITZ | TIM | STQ |
| --- | -------------- | --- | - | - | - | - | -- | -- | --- | -------------------------------- | --- | --- | --- | --- | --- |
| 1   | Real CodóViana | 14  | 6 | 4 | 2 | 0 | 10 | 0  | +10 | Classificados para as Semifinais |     | —   | 0–0 | 2–0 | 1–0 |
| 2   | ITZ Sport      | 9   | 6 | 2 | 3 | 1 | 4  | 7  | −3  | Classificados para as Semifinais |     | 0–5 | —   | 1–0 | 2–1 |
| 3   | Timon          | 6   | 6 | 1 | 3 | 2 | 2  | 3  | −1  |                                  |     | 0–0 | 0–0 | —   | 0–0 |
| 4   | Santa Quitéria | 2   | 6 | 0 | 2 | 4 | 2  | 8  | −6  |                                  | 0–2 | 1–1 | 0–2 | —   |     |

### Grupo B
| Pos | Equipe      | Pts | J | V | E | D | GP | GC | SG  | Classificado                     |  | IAP  | SLU  | SJO  | TUP  |
| --- | ----------- | --- | - | - | - | - | -- | -- | --- | -------------------------------- |  | ---- | ---- | ---- | ---- |
| 1   | IAPE        | 16  | 6 | 5 | 1 | 0 | 19 | 2  | +17 | Classificados para as Semifinais |  | —    | 6–1  | 3–0* | 3–0* |
| 2   | São Luís-MA | 11  | 6 | 3 | 2 | 1 | 12 | 9  | +3  | Classificados para as Semifinais |  | 1–1  | —    | 3–1  | 3–0* |
| 3   | São José-MA | 7   | 6 | 2 | 1 | 3 | 8  | 10 | −2  | Desistentes da competição        |  | 0–3* | 1–1  | —    | 3–0* |
| 4   | Tupan       | 0   | 6 | 0 | 0 | 6 | 0  | 18 | −18 | Desistentes da competição        |  | 0–3* | 0–3* | 0–3* | —    |

|  | Tupan | 0 – 3 W.O | IAPE | Estádio Nhozinho Santos,São Luís |
|  |       | FMF       |      |                                  |

| 12 de outubro de 2024 | Santa Quitéria | 1 – 1  | ITZ Sport    | Estádio Brian Castro, Cantanhede           |
| 15:30 (UTC−3)         | Renato 45'     | Súmula | Jeferson 39' | Árbitro: MA Marcos Vinicius Muniz Teixeira |

| 12 de outubro de 2024 | Viana/Real Codó          | 2 – 0  | Timon | Estádio Renê Bayma,Codó       |
| 16:00 (UTC−3)         | Adrian 20' · Richard 65' | Súmula |       | Árbitro: MA José Marcos Rocha |

| 17 de outubro de 2024 | São Luís-MA                                 | 3 – 1  | São José-MA      | Estádio Nhozinho Santos, São Luís |
| 15:30 (UTC−3)         | Leonardo 52' · Jailton 81' · Nycollas 90+3' | Súmula | Paulo Victor 17' | Árbitro: MA Maykon Matos Nunes    |

|  | São José-MA | 3 – 0 W.O | Tupan | Estádio Nhozinho Santos, São Luís |
|  |             | FMF       |       |                                   |

| 17 de outubro de 2024 | Santa Quitéria | 0 – 2  | Timon                   | Estádio Brian Castro, Cantanhede             |
| 15:30 (UTC−3)         |                | Súmula | Edielton 76' · Cris 77' | Árbitro: MA Mayron Frederico dos Reis Novais |

| 18 de outubro de 2024 | ITZ Sport | 0 – 5  | Real Codó/Viana                                                 | Estádio Walter Lira, Imperatriz        |
| 15:30 (UTC−3)         |           | Súmula | Victor 7' · Adrian 24', 45' · Diego Cantanhede 53' · Wesley 58' | Árbitro: MA Ranilton Oliveira de Sousa |

| 20 de outubro de 2024 | IAPE                                                                | 6 – 1  | São Luís-MA | Estádio Nhozinho Santos, São Luís |
| 15:30 (UTC−3)         | Negueba 9' · Mikeias 18', 30', 40' · Rodrigo 23' · Luis Gustavo 45' | Súmula | Mateo 25'   | Árbitro: MA Thiago Silva Santos   |

|  | Tupan | 0 – 3 W.O | São Luís-MA | Estádio Nhozinho Santos, São Luís |
|  |       | FMF       |             |                                   |

| 26 de outubro de 2024 | São José-MA | 0 – 3 W.O | IAPE | Estádio Nhozinho Santos, São Luís   |
| 15:30 (UTC−3)         |             | Relatório |      | Árbitro: MA Paulo José Souza Mourão |

| 26 de outubro de 2024 | Viana/Real Codó | 1 – 0  | Santa Quitéria | Estádio Renê Bayma, Codó       |
| 16:00 (UTC−3)         | Wesley 13'      | Súmula |                | Árbitro: MA Maykon Matos Nunes |

| 7 de novembro de 2024 | Timon | 0 – 0  | ITZ Sport | Estádio Nhozinho Santos, São Luís           |
| 15:30 (UTC−3)         |       | Súmula |           | Árbitro: MA José Henrique de Azevedo Junior |

|  | IAPE | 3 – 0 W.O | Tupan | Estádio Nhozinho Santos, São Luís |
|  |      | FMF       |       |                                   |

| 29 de outubro de 2024 | São José-MA | 1 – 1  | São Luís-MA | Estádio Nhozinho Santos, São Luís |
| 15:30 (UTC−3)         | Cleber 57'  | Súmula | Mateo 25'   | Árbitro: MA Wallas Martins Lopes  |

| 30 de outubro de 2024 | ITZ Sport                | 2 – 1  | Santa Quitéria | Estádio Walter Lira, Imperatriz             |
| 15:30 (UTC−3)         | Andre 27' · Junior 90+6' | Súmula | Jackson 43'    | Árbitro: MA Artur Douglas Ferreira da Silva |

| 31 de outubro de 2024 | Timon | 0 – 0  | Real Codó/Viana | Estádio Nhozinho Santos, São Luís          |
| 15:30 (UTC−3)         |       | Súmula |                 | Árbitro: MA Marcos Vinicius Muniz Teixeira |

|  | Tupan | 0 – 3 W.O | São José-MA | Estádio Nhozinho Santos, São Luís |
|  |       | FMF       |             |                                   |

| 03 de novembro de 2024 | Timon | 0 – 0  | Santa Quitéria | Estádio Nhozinho Santos, São Luís           |
| 15:30 (UTC−3)          |       | Súmula |                | Árbitro: MA José Henrique de Azevedo Junior |

| 04 de novembro de 2024 | Viana/Real Codó | 0 – 0  | ITZ Sport | Estádio Renê Bayma, Codó      |
| 16:00 (UTC−3)          |                 | Súmula |           | Árbitro: MA Roberto Santos Sa |

| 05 de novembro de 2024 | São Luís-MA | 1 – 1  | IAPE        | Estádio Nhozinho Santos, São Luís |
| 15:30 (UTC−3)          | Luan 75'    | Súmula | Rodrigo 20' | Árbitro: MA Maykon Matos Nunes    |

|  | São Luís-MA | 3 – 0 W.O | Tupan | Estádio Nhozinho Santos, São Luís |
|  |             | FMF       |       |                                   |

| 09 de novembro de 2024 | Santa Quitéria | 0 – 2  | Real Codó/Viana        | Estádio Brian Castro, Cantanhede         |
| 17:00 (UTC−3)          |                | Súmula | Wesley 83' · Elias 85' | Árbitro: MA Thiago de Oliveira Alexandre |

| 11 de novembro de 2024 | IAPE | 3 – 0 W.O | São José-MA | Estádio Nhozinho Santos, São Luís |
| 15:30 (UTC−3)          |      | FMF       |             |                                   |

| 11 de novembro de 2024 | ITZ Sport    | 1 – 0  | Timon | Estádio Walter Lira, Imperatriz        |
| 15:30 (UTC−3)          | Fabrício 80' | Súmula |       | Árbitro: MA Ranilton Oliveira de Sousa |

## Fase Final
Em itálico, os times que possuem o mando de campo no primeiro jogo do confronto e em negrito os times classificados.
|  | Semifinais                       | Semifinais            | Semifinais | Semifinais |   |      | Final | Final |
|  |                                  |                       |            |            |   |      |       |       |
|  | IAPE                             | 3                     | 3          | 6          |   |      |       |       |
|  | ITZ Sport                        | 0                     | 1          | 1          |   |      |       |       |
|  | ITZ Sport                        | 0                     | 1          | 1          |   | IAPE | 0 (4) |       |
|  |                                  |                       |            |            |   | IAPE | 0 (4) |       |
|  |                                  | Real Codó/Viana (pen) | 0 (5)      |            |   |      |       |       |
|  | Real Codó/Viana                  | Real Codó/Viana (pen) | 0 (5)      | 3          | 1 | 4    |       |       |
|  | Real Codó/Viana                  |                       |            | 3          | 1 | 4    |       |       |
|  | Predefinição:Futebol São Luis-MA | 1                     | 0          | 1          |   |      |       |       |

| Aumento | Equipes promovidas ao Campeonato Maranhense Série A de 2025 |

| 15 de novembro de 2024 | São Luís-MA | 1 – 3  | Real Codó/Viana                                          | Estádio Nhozinho Santos, São Luís   |
| 15:30 (UTC−3)          | Bacurau 12' | Súmula | Marcus Vinícius 10' · Richard 31' · Diego Cantanhede 32' | Árbitro: CE Adriano Barros Carneiro |

| 17 de novembro de 2024 | ITZ Sport | 0 – 3  | IAPE                                                | CT Maranhão do Sul, Imperatriz      |
| 15:30 (UTC−3)          |           | Súmula | Luis Gustavo 1' · Mikeias 10' · Emerson Freitas 83' | Árbitro: MA Paulo José Souza Mourão |

| 20 de novembro de 2024 | Viana/Real Codó      | 1 – 0  | São Luís-MA | Estádio Renê Bayma, Codó       |
| 16:00 (UTC−3)          | Diego Cantanhede 50' | Súmula |             | Árbitro: MA Maykon Matos Nunes |

| 21 de novembro de 2024 | IAPE                                              | 3 – 1  | ITZ Sport        | Estádio Nhozinho Santos, São Luís    |
| 15:30 (UTC−3)          | Mikeias 19' · Cláudio Cebolinha 33' · Rodrigo 52' | Súmula | Adrian Sousa 38' | Árbitro: MA Gisele Ferreira da Silva |

### Final
| 24 de novembro de 2024 | IAPE | 0 – 0 | Real Codó/Viana | Estádio Nhozinho Santos, São Luís          |
| 15:30 (UTC−3)          |      |       |                 | Árbitro: MA Marcos Vinicius Muniz Teixeira |

| IAPE | Real Codó |

|                                                                |       | Penalidades                                       |  |
| Luis Gustavo Emerson Freitas Gustavo Rodrigues Negueba Mikeias | 4 – 5 | Leone Victor Rocha Diego Cantanhede Adrian Iarley |  |

### Classificação Final
| Pos | Equipe              | Pts | J  | V | E | D | GP | GC | SG  | Classificação ou descenso                                  |
| --- | ------------------- | --- | -- | - | - | - | -- | -- | --- | ---------------------------------------------------------- |
| 1   | Real Codó/Viana (C) | 25  | 11 | 7 | 4 | 0 | 17 | 2  | +15 | Promovidos para o Campeonato Maranhense de 2025            |
| 2   | IAPE                | 23  | 9  | 7 | 2 | 0 | 25 | 3  | +22 | Promovidos para o Campeonato Maranhense de 2025            |
| 3   | São Luís-MA         | 17  | 10 | 5 | 2 | 3 | 21 | 15 | +6  | Eliminados nas semifinais                                  |
| 4   | ITZ Sport           | 9   | 8  | 2 | 3 | 3 | 5  | 13 | −8  | Eliminados nas semifinais                                  |
| 5   | Timon               | 6   | 6  | 1 | 3 | 2 | 2  | 3  | −1  | Eliminados na fase de grupos                               |
| 6   | Santa Quitéria      | 2   | 6  | 0 | 2 | 4 | 2  | 8  | −6  | Eliminados na fase de grupos                               |
| 7   | São José-MA         | 7   | 6  | 2 | 1 | 3 | 8  | 10 | −2  | Eliminados na fase de grupos e rebaixados para Pré–Série B |
| 8   | Tupan               | 0   | 6  | 0 | 0 | 6 | 0  | 18 | −18 | Eliminados na fase de grupos e rebaixados para Pré–Série B |
| 9   | Americano-MA        | 3   | 2  | 1 | 0 | 1 | 3  | 3  | 0   | Eliminados na Pré–Série B                                  |
| 10  | Bacabal             | 1   | 2  | 0 | 1 | 1 | 1  | 3  | −2  | Eliminados na Pré–Série B                                  |
| 11  | Expressinho         | 0   | 2  | 0 | 0 | 2 | 0  | 9  | −9  | Eliminados na Pré–Série B                                  |

## Artilharia
| Gols | Jogador          | Equipe          |
| ---- | ---------------- | --------------- |
| 5    | Bacurau          | São Luís-MA     |
| 5    | Mikeias          | IAPE            |
| 4    | Wesley           | Viana/Real Codó |
| 3    | Adrian           | Viana/Real Codó |
| 3    | Diego Cantanhede | Viana/Real Codó |
| 3    | Igor             | São Luís-MA     |
| 3    | Rodrigo          | IAPE            |
| 2    | Luis Gustavo     | IAPE            |
| 2    | Marcus Vinicius  | Viana/Real Codó |
| 2    | Mateo            | São Luís-MA     |
| 2    | Nycollas         | São Luís-MA     |
| 2    | Richard          | Viana/Real Codó |

## Técnicos
| Equipe          | Técnico                                                                               |
| --------------- | ------------------------------------------------------------------------------------- |
| Americano-MA    | Paulo Sergio Ferreira Santos Raimundo Nonato Lago Sobrinh (como assistentes técnicos) |
| Bacabal         | José Edmilson De Sales (Como assistente técnico)                                      |
| Expressinho     | Adermyson Fernando Martins Costa Estelmar Da Silva Bastos (como assistentes técnicos) |
| IAPE            | Arlindo Maracanã                                                                      |
| ITZ Sport       | Jheimy Da Silva Carvalho                                                              |
| Real Codó/Viana | Marcelo Nogueira Sá (Como assistente técnico)                                         |
| Santa Quitéria  | Marcos Rodrigues Coelho                                                               |
| São José-MA     | Danilo Gomes De Brito                                                                 |
| São Luís-MA     | Ivan Baldez Da Silva (como assistente técnico)                                        |
| Timon           | Edmir Coelho Sousa                                                                    |

## Premiação
| Campeonato Maranhense de 2024 - Segunda Divisão |
| Codó                                            |
| ----------------------------------------------- |
| Viana/Real Codó Campeão (1.º título)            |